# Oonops citrinus
Oonops citrinus är en spindelart som beskrevs av Lucien Berland 1914. Oonops citrinus ingår i släktet Oonops och familjen dansspindlar. Inga underarter finns listade i Catalogue of Life.